# 阿尔基
阿尔基是意大利阿布鲁佐大区基耶蒂省的一个镇。